# 하카타만

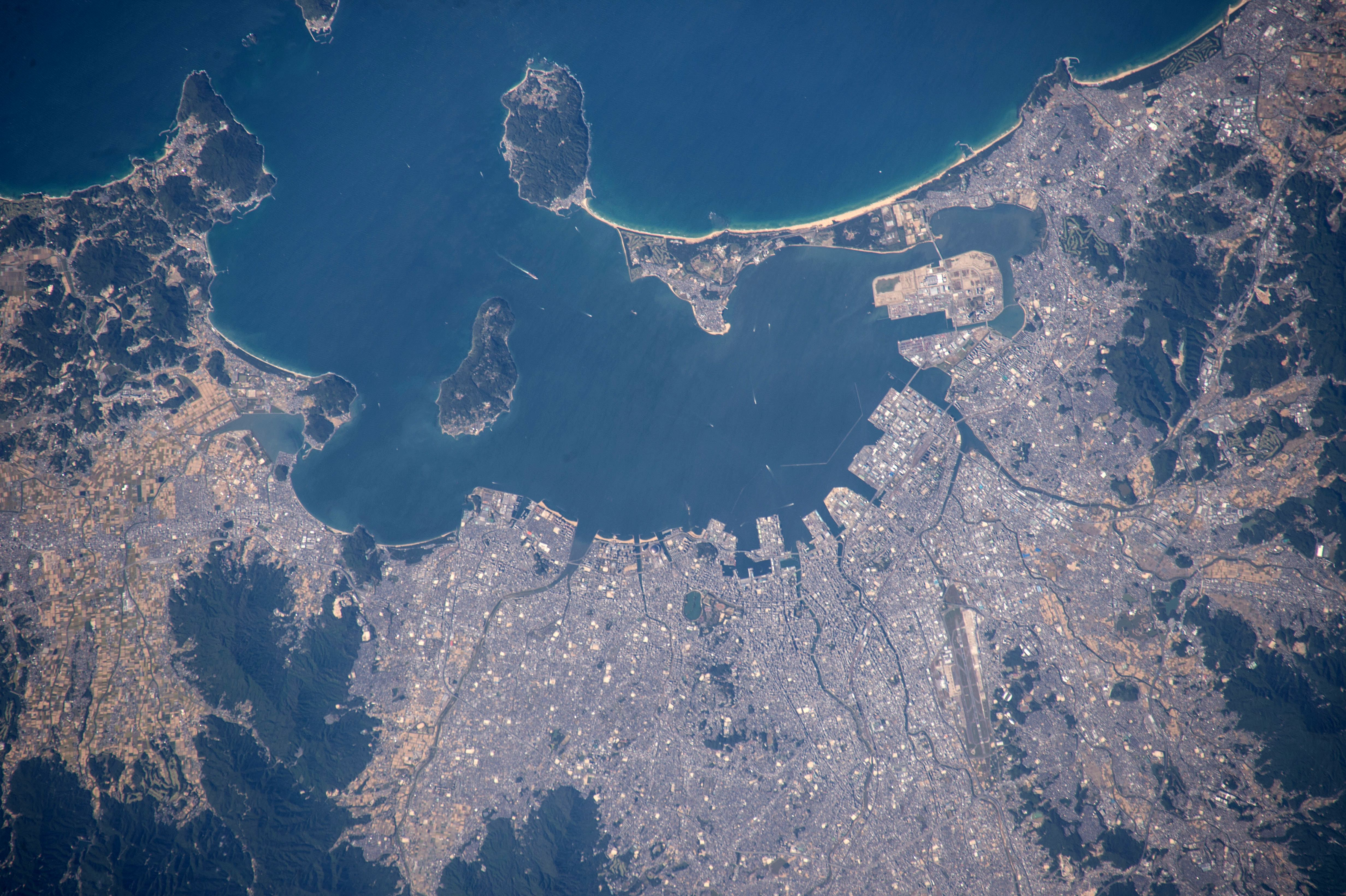
2015년 당시의 하카타만

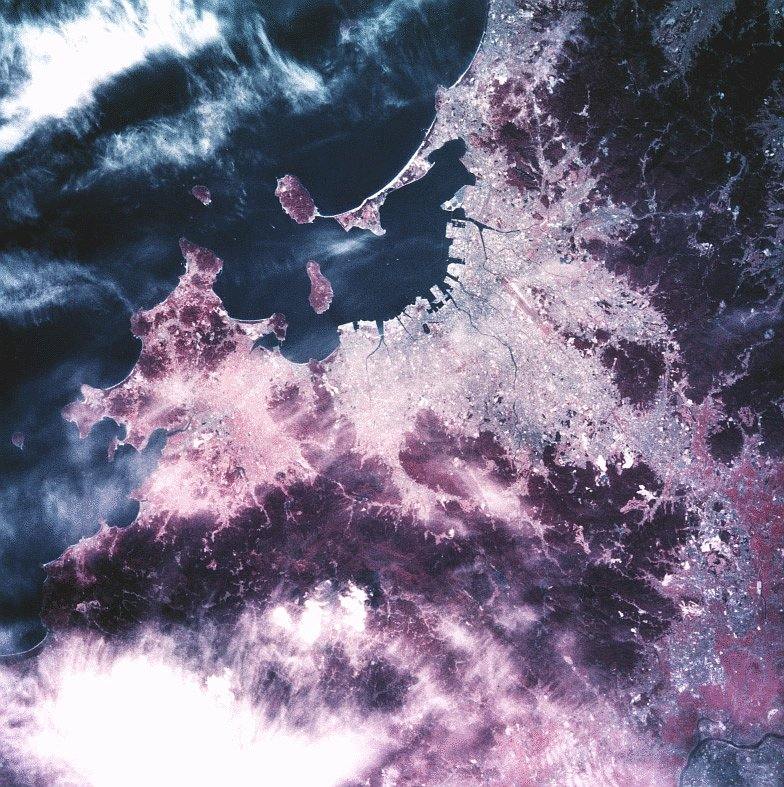
1997년 당시의 하카타만 전경.
이 시기에는 후쿠오카 아일랜드시티가 세워져 있지 않는 것으로 드러나고 있다.

하카타만(일본어: 博多湾)은 후쿠오카현 북서부에 위치하고 있는 겐카이나다 상에 면하고 있는 만이다. 이 만에 접해 있는 특정중요항만인 하카타항을 필두로, 와지로 개펄이 주위에 면한다. 그래서 후쿠오카시의 시역 확장에 따른 매립이 반복적으로 계속되고 있다. 그리고 이 주변에 후쿠오카 아일랜드시티라는 인공 섬이 인접해 있다.

## 같이 보기
- 후쿠오카 아일랜드시티